# JTBC의 텔레비전 프로그램 목록
다음은 JTBC의 텔레비전 프로그램을 제목 순서로 나열 및 정리한 것이다.
- 표기 방식
  - 장르 프로그램 제목 (방송 기간)

- 장르 구분

| S  | 보도 · 시사        |
| I  | 교양               |
| DO | 다큐멘터리         |
| V  | 연예 · 오락 · 예능 |
| M  | 음악               |
| Q  | 퀴즈               |
| DR | 국내 드라마        |
| F  | 외화 드라마        |
| AN | 만화 · 애니메이션  |

## ㄱ
- DR 가시꽃 HD (2013년 2월 4일 ~ 2013년 8월 1일)
- I 감성르포 동물원 HD (2012년 4월 5일 ~ 2012년 5월 29일)
- V 갑자기 히어로즈 HD (2017년 4월 15일 ~ 2017년 7월 1일)
- VI 건강의 품격 HD (2014년 8월 24일 ~ 2015년 6월 14일)
- I 건강콘서트 - 100세의 비밀 HD (2012년 7월 14일 ~ 2012년 10월 20일)
- V 걸스피릿 HD (2016년 7월 19일 ~ 2016년 9월 27일)
- SI 고부스캔들 HD (2013년 3월 26일 ~ 2014년 11월 20일)
- ANF 골판지 전사 HD (2011년 12월 10일 ~ 2012년 1월 16일)
- DR 궁중잔혹사 - 꽃들의 전쟁 HD (2013년 3월 23일 ~ 2013년 9월 8일)
- M 골든 디스크  (2012년 1월 22일~현재)
- DR 귀부인 HD (2014년 1월 13일 ~ 2014년 7월 4일)
- DR 그냥 사랑하는 사이 HD (2017년 12월 11일 ~ 2018년 1월 30일)
- DR 그녀의 신화 HD (2013년 8월 5일 ~ 2013년 10월 8일)
- V 김국진의 현장박치기 HD (2012년 8월 16일 ~ 2013년 5월 28일)
- SI 김미경 전현무의 나만 그런가 HD (2014년 3월 15일 ~ 2014년 3월 22일)
- VI 깜.놀 드림프로젝트 HD (2011년 12월 4일 ~ 2012년 1월 21일)
- V 결혼전쟁 HD (2012년 11월 6일 ~ 2012년 12월 21일)
- I 꽃탕 HD (2012년 7월 9일 ~ 2012년 11월 2일)
- DR 꽃파당: 조선혼담공작소 HD (2019년 9월 2일 ~ 2019년 11월 5일)
- I 꿈스타그램 HD (2017년 1월 17일 ~ 2017년 7월 25일)

## ㄴ
- I 나도 CEO HD (2017년 7월 19일 ~ )
- I 나의 외사친 HD (2017년 10월 15일 ~ 2017년 12월 24일)
- V 남자의 그 물건 HD (2013년 1월 11일 ~ 2013년 5월 27일)
- DR 내 아이디는 강남미인 HD (2018년 7월 27일 ~ 2018년 9월 15일)
- I 내 이름을 불러줘 - 한名회 HD (2017년 10월 10일 ~ 2017년 12월 5일)
- V 내 친구의 집은 어디인가 HD (2015년 2월 7일 ~ 2016년 4월 29일)
- V 냉장고를 부탁해 HD (2014년 11월 17일 ~ )
- DR 네 이웃의 아내 HD (2013년 10월 14일 ~ 2013년 12월 24일)
- I 농장 특강 미라클 푸드 HD (2013년 10월 19일 ~ 2014년 6월 14일)
- DR 눈이 부시게 HD (2019년 2월 11일 ~ 2019년 3월 19일)
- S 뉴스 콘서트 HD (2013년 4월 1일 ~ 2014년 2월 7일)
- S 뉴스전망대 HD (2011년 12월 2일 ~ 2012년 10월 19일)
- V 님과 함께 HD (2014년 1월 27일 ~ 2014년 12월 30일)
- V 님과 함께 2 - 최고의 사랑 HD (2015년 5월 7일 ~2017년 9월 26일)
- S 뉴스5후 HD (2023년 7월 17일 ~ )

## ㄷ
- V 닥터의 승부 HD (2011년 12월 19일 ~ 2015년 8월 30일)
- I 달콤한 정보쇼 꿀단지 HD (2014년 3월 28일 ~ 2015년 2월 27일)
- VI 당신을 구하는 TV, 우리는 형사다 HD (2012년 12월 6일 ~ 2013년 4월 11일)
- I 당신을 바꿀 여섯시 HD (2013년 9월 16일 ~ 2013년 11월 7일)
- I 당신의 선택 팡팡쇼! HD (2011년 12월 5일 ~ 2012년 2월 3일)
- V 대단한 시집 HD (2013년 9월 25일 ~ 2014년 2월 19일)
- S 대통령의 자격 HD (2012년 7월 10일 ~ 2012년 11월 30일)
- I 대한민국 교육위원회 HD (2012년 11월 23일 ~ 2013년 11월 9일)
- DR 더 이상은 못 참아 HD (2013년 8월 5일 ~ 2014년 1월 9일)
- DR 더 패키지 HD (2017년 10월 13일 ~ 2017년 11월 18일)
- V 동갑내기 HD (2014년 9월 7일 ~ 2014년 9월 8일)
- DO 동시다큐 2스토리 HD (2012년 7월 15일 ~ 2012년 9월 24일)
- I 된장과 바게트 HD (2011년 12월 11일 ~ 2011년 12월 31일)
- I 드림택시 HD (2012년 3월 28일 ~ 2012년 4월 20일)
- DR 디데이 HD (2015년 9월 18일 ~ 2015년 11월 21일)

## ㄹ
- DR 라스트 HD (2015년 7월 24일 ~ 2015년 9월 12일)
- DR 라이프 HD (2018년 7월 23일 ~ 2018년 9월 11일)
- V 랜선라이프 HD (2018년 7월 6일 ~2019년 5월 14일)
- DR 러브 어게인 HD (2012년 4월 25일 ~ 2012년 6월 14일)
- I 레전드 오브 닥터스 HD (2013년 5월 12일 ~ 2013년 6월 16일)
- DR 리갈 하이 HD (2019년 2월 8일 ~ 2019년 3월 30일)
- I 리버 오디세이 HD (2011년 12월 3일 ~ 2012년 2월 19일)
- I 리얼리티 카메라 오감도 HD (2013년 7월 13일 ~ 2014년 9월 19일)
- SI 리얼시사매거진 뉴스맨 HD (2013년 7월 7일 ~ 2014년 1월 26일)

## ㅁ
- DR 마녀보감 HD (2016년 5월 13일 ~ 2016년 7월 16일)
- V 마녀사냥 HD (2013년 8월 2일 ~ 2015년 12월 18일)
- DR 마담 앙트완 HD (2016년 1월 22일 ~ 2016년 3월 12일)
- V 마리와 나 HD (2015년 12월 16일 ~ 2016년 4월 6일)
- AN 마법천자문 HD (2011년 12월 10일 ~ 2012년 1월 18일)
- DR 맏이 HD (2013년 9월 14일 ~ 2014년 3월 16일)
- V 말하는대로 HD (2016년 9월 21일 ~ 2017년 3월 8일)
- DR 맨투맨 HD (2017년 4월 21일 ~ 2017년 6월 10일)
- V 메이드 인 유 HD (2011년 12월 3일 ~ 2012년 5월 13일)
- DR 몬스터 HD (2012년 3월 31일)
- DR 무자식 상팔자 HD (2012년 10월 27일 ~ 2013년 3월 17일)
- DR 무정도시 HD (2013년 5월 27일 ~ 2013년 7월 30일)
- V 뭉쳐야 뜬다 HD (2016년 11월 19일 ~ )
- M 뮤직 온 탑 HD (2011년 12월 8일 ~ 2012년 3월 14일)
- SI 미각스캔들 (2012년 3월 4일 ~ 2013년 2월 23일)
- V 미스코리아 비밀의 화원 HD (2013년 7월 14일 ~ 2013년 10월 27일)
- DR 미스 함무라비 HD (2018년 5월 21일 ~ 2018년 7월 16일)
- DR 미스티 HD (2018년 2월 2일 ~ 2018년 3월 24일)
- VM 믹스나인 HD (2017년 10월 29일 ~ 2018년 1월 26일)
- DR 밀회 HD (2014년 3월 17일 ~ 2014년 5월 13일)

## ㅂ
- DR 바람이 분다 HD (2019년 5월 27일 ~ )
- I 바람이 불어오는 곳 HD (2017년 8월 25일 ~ 2018년 1월 5일)
- I 박경림의 오! 해피데이 HD (2012년 2월 20일 ~ 2012년 6월 21일)
- S 박성태의 대권질주 HD (2012년 12월 3일 ~ 2012년 12월 18일)
- V 반달친구 HD (2016년 4월 23일 ~ 2016년 7월 16일)
- DR 발효가족 HD (2011년 12월 7일 ~ 2012년 2월 23일)
- V 밤도깨비 HD (2017년 7월 30일 ~2018년3월18일)
- DR 밥 잘 사주는 예쁜 누나 HD (2018년 3월 30일 ~ 2018년 5월 19일)
- V 백상예술대상  (2012년 4월 26일 ~ )
- V 백만장자 엘리베이터 HD (2014년 11월 30일)
- V 백인백곡 끝까지 간다 HD (2014년 10월 31일 ~ 2015년 9월 27일)
- ANF 벤 10 HD (2011년 12월 10일 ~ 2011년 12월 25일)
- I 벼랑 끝의 아이들 HD (2013년 9월 21일 ~ 2014년 1월 11일)
- I 변우민 박지윤의 행복카페 HD (2011년 12월 5일 ~ 2012년 2월 2일)
- V 별별 랭킹쇼 HD (2012년 2월 7일 ~ 2012년 3월 22일)
- V 보스와의 동침 HD (2014년 7월 26일 ~ 2014년 10월 17일)
- I 불치의 암, 희망은 있다 HD (2012년 4월 8일 ~ 2012년 4월 29일)
- DR 뷰티 인사이드 HD (2018년 10월 1일 ~ 2018년 11월 20일)
- V 비긴어게인 HD (2017년 6월 25일 ~ 2017년 9월 10일)
- V 비밀연애 HD (2014년 12월 3일 ~ 2015년 1월 28일)
- V 비정상회담 HD (2014년 7월 7일 ~ 2017년 12월 4일)
- V 빅 스타 리틀 스타 HD (2014년 7월 19일 ~ 2014년 8월 9일)
- DR 빠담빠담… 그와 그녀의 심장박동소리 HD (2011년 12월 5일 ~ 2012년 2월 7일)

## ㅅ
- S 사건반장 HD (2014년 9월 22일 ~ )
- DR 사랑하는 은동아 HD (2015년 5월 29일 ~ 2015년 7월 18일)
- I 살림의 신 HD (2013년 10월 23일 ~ 2014년 7월 22일)
- I 생활백과 HD (2013년 12월 21일 ~ 2014년 3월 9일)
- S 선데이 피플&피플 HD (2011년 12월 4일 ~ 2012년 1월 8일)
- DR 선암여고 탐정단 HD (2014년 12월 16일 ~ 2015년 3월 18일)
- SI 섬으로 가자 HD (2015년 12월 20일 ~ 2016년 2월 21일)
- I 세 남자의 선택 HD (2012년 1월 30일 ~ 2012년 3월 27일)
- I 세 남자의 저녁 HD (2011년 12월 5일 ~ 2012년 1월 29일)
- DR 세계의 끝 HD (2013년 3월 16일 ~ 2013년 5월 5일)
- V 소녀시대와 위험한 소년들 HD (2011년 12월 18일 ~ 2012년 3월 11일)
- I 소리의 신 HD (2013년 9월 29일 ~ 2013년 11월 3일)
- DR 솔로몬의 위증 HD (2016년 12월 16일 ~ 2017년 1월 28일)
- DR 송곳 HD (2015년 10월 24일 ~ 2015년 11월 29일)
- I 쇼킹 70억 HD (2012년 11월 6일 ~ 2013년 7월 5일)
- I 쇼킹! 지구끝까지 HD (2013년 7월 12일 ~ 2013년 9월 27일)
- V 수상한 미용실 - 살롱드림 HD (2015년 10월 5일 ~ 2015년 11월 9일)
- DR 순정에 반하다 HD (2015년 4월 3일 ~ 2015년 5월 23일)
- SI 슈퍼맨을 만나다 HD (2016년 8월 25일 ~ 2016년 12월 15일)
- V 슈퍼밴드 HD (2019년 4월 12일 ~ 2019년 7월 12일 )
- DR 스케치 HD (2018년 5월 25일 ~ 2018년 7월 14일)
- V 스테이지 K HD (2019년 4월 7일 ~ )
- I 스토리 헌터 HD (2011년 12월 9일 ~ 2012년 2월 18일)
- S 시사토크 세대공감 HD (2019년 4월 15일 ~ )
- I 시청자 의회 HD (2011년 12월 9일 ~ )
- DR 시트콩 로얄빌라 HD (2013년 7월 15일 ~ 2013년 9월 9일)
- V 신동엽 김병만의 개구쟁이 HD (2011년 12월 11일 ~ 2012년 5월 24일)
- DR 신드롬 HD (2012년 2월 13일 ~ 2012년 4월 17일)
- I 신상을 털어라 - 라이징클럽 HD (2017년 10월 28일 ~ 2017년 12월 23일)
- V 신의 한 수 HD (2012년 8월 29일 ~ 2013년 10월 30일)
- V 신화방송 HD (2012년 3월 17일 ~ 2014년 1월 19일)
- VI 썰전 HD (2013년 2월 21일 ~ 2019년 3월 17일)
- S 썰전 라이브 HD (2021년 6월 7일 ~ 2022년 10월 7일)
- S 상암동 클라스 HD (2022년 11월 14일 ~ 2023년 12월 1일)

## ㅇ
- AN 안녕! 괴발개발 HD
- DR 아내의 자격 HD (2012년 2월 29일 ~ 2012년 4월 19일)
- V 아는 형님 HD (2015년 12월 5일 ~ )
- V 아이돌룸 HD (2018년 5월 12일 ~ )
- S 악마의 질문 - 선의의 비판자 HD (2011년 12월 2일 ~ 2012년 1월 26일)
- DR 언터처블 HD (2017년 11월 24일 ~ 2018년 1월 20일)
- V 엄마가 보고있다 HD (2015년 4월 25일 ~ 2015년 7월 11일)
- I 엄마의 부엌 HD (2014년 2월 10일 ~ 2014년 9월 15일)
- VI 여보세요 HD (2013년 1월 18일 ~ 2013년 8월 28일)
- V 여우비행 인 뉴욕 HD (2014년 11월 27일 ~ 2014년 12월 25일)
- DR 여자가 두번 화장할 때 HD (2011년 12월 5일 ~ 2012년 3월 7일)
- F 여총리 비르기트 HD (2011년 12월 23일 ~ 2012년 2월 5일)
- I 연금복권520 HD (2012년 1월 4일 ~ 2016년 1월 27일)
- V 연쇄쇼핑가족 HD (2015년 8월 22일 ~ 2015년 10월 21일)
- V 연예특종! 서바이벌 HD (2011년 12월 3일 ~ 2011년 12월 10일)
- V 연예특종 HD (2012년 3월 10일 ~ 2014년 9월 19일)
- I 연예 포토라인 HD (2011년 12월 5일 ~ 2011년 12월 29일)
- DR 열여덟의 순간 HD (2019년 7월 22일 ~ 2019년 9월 10일)
- V 와글와글 동네왕 HD (2013년 6월 8일 ~ 2013년 6월 15일)
- SI 에브리바디 HD

(2014년 11월 27일 ~ 2015년 3월 19일) 
- DR 우리, 사랑했을까 (2020년 7월 8일~2020년 9월 2일)
- DR 우리가 결혼할 수 있을까 HD (2012년 10월 29일 ~ 2013년 1월 1일)
- DR 우리가 사랑할 수 있을까 HD (2014년 1월 6일 ~ 2014년 3월 11일)
- I 우리들의 행복한 삶 HD (2012년 6월 29일 ~ 2012년 7월 20일)
- I 우보기행 HD (2011년 12월 4일)
- DR 욱씨남정기 HD (2016년 3월 18일 ~ 2016년 5월 7일)
- I 웃어라 대한민국 HD (2012년 1월 1일 ~ 2013년 8월 30일)
- I 원더풀 코리아 HD (2011년 12월 9일 ~ 2011년 12월 24일)
- DR 유나의 거리 HD (2014년 5월 19일 ~ 2014년 11월 11일)
- V 유자식 상팔자 HD (2013년 6월 4일 ~ 2016년 4월 9일)
- DR 으라차차 와이키키 HD (2018년 2월 5일 ~ 2018년 4월 17일)
- V 이달의 행사왕 HD (2016년 10월 12일 ~ 2016년 10월 21일)
- V 이론상 완벽한 남자 HD (2017년 11월 10일 ~ 2018년 1월 12일)
- I 이 밥이 나를 살렸다 HD (2014년 4월 8일 ~ 2014년 9월 11일)
- SI 이규연의 스포트라이트(2015년 5월 31일~)
- DR 이번 주 아내가 바람을 핍니다 HD (2016년 10월 28일 ~ 2016년 12월 3일)
- V 이수근 김병만의 상류사회 HD (2011년 12월 10일 ~ 2013년 6월 15일)
- SI 이승연의 위드 유 HD (2016년 6월 20일 ~ 2016년 9월 5일)
- SI 이승연의 위드 유 2 HD (2016년 9월 19일 ~ 2016년 11월 28일)
- DR 인수대비 HD (2011년 12월 3일 ~ 2012년 6월 24일)
- S 이 시각 뉴스룸 HD (2018년 4월 16일 ~ )
- DR이태원클라쓰  (2020년 1월 31일 ~ 2020년 3월 21일)
- DR 일단 뜨겁게 청소하라 HD (2018년 11월 26일 ~ 2019년 2월 4일)
- S 아침& HD (2024년 1월 2일 ~ 현재)

## ㅈ
- V 잘 먹는 소녀들 HD (2016년 6월 29일 ~ 2016년 7월 6일)
- V 잡스 HD (2017년 3월 2일 ~ 2017년 6월 1일)
- V 장르만 코미디 HD (2020년 7월 4일 ~ 2020년 11월 28일)
- F 장미가 없는 꽃집 HD (2012년 9월 2일 ~ 2012년 10월 14일)
- V 적과의 동침 HD (2013년 9월 16일 ~ 2013년 11월 18일)
- S 전진배의 탐사 플러스 HD (2014년 2월 9일 ~ 2014년 8월 24일)
- V 전체관람가 HD (2017년 10월 15일 ~ 2017년 12월 24일)
- S 정관용 라이브 HD (2013년 9월 16일 ~ 2014년 6월 13일)
- I 정진홍의 휴먼파워 HD (2011년 12월 10일 ~ 2012년 4월 1일)
- S 정치부 회의 HD (2014년 4월 7일 ~ 2023년 6월 30일)
- DR 제3의 매력 HD (2018년 9월 28일 ~ 2018년 11월 17일)
- S 직격토크 HD (2012년 3월 1일 ~ 2012년 7월 22일)
- S 진실 추적자 탐사코드 HD (2011년 12월 4일 ~ 2013년 7월 26일)
- SI 진짜 의사가 돌아왔다 HD (2017년 4월 29일 ~ 2017년 11월 25일)
- V 집밥의 여왕 HD (2013년 9월 21일 ~ 2014년 11월 16일)
- S 쨍하고 공뜬날 HD (2012년 10월 8일 ~ 2013년 9월 13일)

## ㅊ
- I 차이나는 도올 HD (2016년 3월 6일 ~ 2016년 5월 22일)
- I 차이나는 클라스 - 질문 있습니다 HD (2017년 3월 5일 ~ 현재)
- V 착하게 살자 HD (2018년 1월 19일 ~ 2018년 3월 16일)
- V 천하장사 HD (2016년 6월 5일 ~ 2016년 8월 21일)
- DR 청담동 살아요 HD (2011년 12월 5일 ~ 2012년 8월 3일)
- DR 청춘시대 HD (2016년 7월 22일 ~ 2016년 8월 27일)
- DR 청춘시대 2 HD (2017년 8월 25일 ~ 2017년 10월 7일)
- V 청춘식당 잘 먹겠습니다 HD (2016년 7월 23일 ~ 2017년 1월 2일)
- DR 친애하는 당신에게 HD (2012년 6월 27일 ~ 2012년 8월 16일)

## ㅋ
- V 칸타빌레 HD (2011년 12월 4일 ~ 2012년 2월 19일)
- V 코드 - 비밀의 방 HD (2016년 1월 1일 ~ 2016년 3월 25일)
- V 쿡가대표 HD (2016년 2월 17일 ~ 2016년 8월 10일)
- QV 퀴즈쇼 아이돌 시사회 HD (2011년 12월 16일 ~ 2012년 4월 20일)
- V 크라임씬 HD (2014년 5월 10일 ~ 2014년 7월 12일)
- V 크라임씬 2 HD (2015년 4월 1일 ~ 2015년 6월 24일)
- V 크라임씬 3 HD (2017년 4월 28일 ~ 2017년 7월 14일)
- V 키즈 돌직구쇼 - 내 나이가 어때서 HD (2015년 9월 1일 ~ 2015년 10월 13일)

## ㅌ
- DR 탁구공 HD (2018년 9월 17일 ~ 2018년 9월 18일)
- I 탈북 1.5 HD (2012년 4월 16일 ~ 2012년 4월 17일)
- V 탑 디자이너 2013 HD (2013년 11월 9일 ~ 2013년 12월 28일)
- V 투유 프로젝트 - 슈가맨 HD (2015년 8월 19일 ~ 2015년 8월 26일)
- V 팀셰프 HD (2018년 6월 30일 ~ 2018년10월13일)

## ㅍ
- I 파병다큐 히어로 HD (2011년 12월 11일 ~ 2011년 12월 25일)
- DR 판타스틱 HD (2016년 9월 2일 ~ 2016년 10월 22일)
- V 팝콘과 나초 HD (2012년 11월 9일 ~ 2013년 5월 19일)
- V 패밀리팡 HD (2013년 1월 3일 ~ 2013년 1월 24일)
- SI 표창원의 시사 돌직구 HD (2013년 2월 11일 ~ 2013년 4월 8일)
- DR 품위있는 그녀 HD (2017년 6월 16일 ~ 2017년 8월 19일)
- V 팬텀싱어 HD (2016년 11월 11일 ~ 2017년 1월 27일)
- V 팬텀싱어 2 HD (2017년 8월 11일 ~ 2017년 11월 3일)

## ㅎ
- DR 하녀들 HD (2014년 12월 12일 ~ 2015년 3월 28일)
- V 학교 다녀오겠습니다 HD (2014년 7월 12일 ~ 2015년 11월 3일)
- V 한국인의 뜨거운 네모 HD (2014년 4월 2일 ~ 2014년 6월 21일)
- DR 한여름의 추억 HD (2017년 12월 31일)
- I 한지혜의 전쟁 같은 사랑 HD (2013년 3월 8일)
- S 한판 경제 HD (2012년 5월 7일 ~ 2012년 7월 27일)
- V 한끼줍쇼 HD (2016년 10월 19일 ~ )
- DR 해피엔딩 HD (2012년 4월 23일 ~ 2012년 7월 16일)
- V 헌집줄게 새집다오 HD (2015년 12월 10일 ~ 2016년 7월 28일)
- V 헌집줄게 새집다오 시즌2 HD (2016년 9월 8일 ~ 2016년 11월 17일)
- SI 현생인류보고서 - 타인의 취향 HD (2015년 11월 11일 ~ 2015년 12월 27일)
- S 현장출동 뉴스 플러스 HD (2012년 2월 8일 ~ 2012년 2월 17일)
- V 헬로 아이비아이 HD (2016년 10월 8일 ~ 2016년 11월 12일)
- SI 헬로우 비타민 스타 HD (2013년 6월 29일 ~ 2013년 6월 30일)
- VI 화끈한 가족 HD (2014년 1월 29일 ~ 2014년 9월 17일)
- V 효리네 민박 HD (2017년 6월 25일 ~ 2017년 9월 24일)
- I 효재의 정원 HD (2013년 7월 21일 ~ 2013년 8월 11일)
- DO 휴먼다큐 당신의 이야기 HD (2012년 4월 9일 ~ 2013년 6월 24일)
- V 히든싱어 HD (2012년 12월 21일 ~ )
- V 히트메이커 HD (2016년 5월 6일 ~ 2016년 5월 20일)
- I 힐링 국선도 HD (2013년 3월 4일 ~ 2013년 5월 16일)
- I 힐링의 품격 HD (2015년 7월 26일 ~ 2016년 2월 28일)
- DR 힘쎈여자 도봉순 HD (2017년 2월 24일 ~ 2017년 4월 15일)
- V 힙합의 민족 HD (2016년 4월 1일 ~ 2016년 5월 27일)
- V 힙합의 민족 2 HD (2016년 10월 18일 ~ 2017년 1월 17일)

## 숫자 또는 영문
- V 1호가 될 순 없어 HD (2020년 5월 20일 ~ 2021년 8월 29일)
- I 1%의 정보 HD (2016년 6월 3일 ~ 2016년 9월 28일)
- DR 12년만의 재회: 달래 된, 장국 HD (2014년 3월 22일 ~ 2014년 6월 29일)
- I 2013 유민포럼 HD (2013년 10월 14일 ~ 2013년 10월 19일)
- I 61번 히어로 나는 박찬호다 HD (2013년 8월 3일)
- V 77억의 사랑 HD (2020년 2월 10일 ~ 2020년 4월 27일)
- I 8020 이어령 학당 HD (2011년 12월 11일 ~ 2012년 4월 1일)
- V 99인의 여자를 만족 시키는 남자 HD (2014년 2월 23일 ~ 2014년 5월 3일)
- S JTBC 뉴스룸 HD (2014년 9월 22일 ~ )
- S JTBC 뉴스 모닝 HD (2012년 2월 6일 ~ 2012년 7월 27일)
- S JTBC 뉴스 사사건건 HD (2012년 2월 6일 ~ 2013년 1월 2일)
- S JTBC 뉴스 생생투데이 HD (2012년 8월 16일 ~ 2012년 9월 21일)
- S JTBC 뉴스 아침& HD (2013년 9월 16일 ~ 2022년 11월 11일)
- S JTBC 뉴스 이브닝 HD (2011년 12월 2일 ~ 2013년 9월 13일)
- S JTBC 뉴스 정오의 현장 HD (2011년 12월 2일 ~ 2013년 9월 15일)
- S JTBC 뉴스현장 HD (2014년 6월 19일 ~ 2019년 4월 12일)
- S JTBC 뉴스 오늘의 모든 조간 HD (2012년 10월 22일 ~ 2012년 12월 4일)
- S JTBC 뉴스 9 HD (2012년 11월 5일 ~ 2014년 9월 19일)
- S JTBC 뉴스 10 HD (2011년 12월 1일 ~ 2012년 11월 2일)
- S JTBC 모닝쇼 7 HD (2011년 12월 2일 ~ 2012년 2월 3일)
- S JTBC 밤샘토론 HD (2013년 9월 27일 ~ 2020년 12월 18일)
- S JTBC 스포츠뉴스 HD (2013년 9월 16일 ~ )
- S JTBC 주말 낮 뉴스 HD (2013년 9월 21일 ~ 2014년 4월 13일)
- S JTBC 주말뉴스 HD (2011년 12월 3일 ~ 2014년 9월 21일)
- I JTBC 추억여행 HD (2012년 4월 18일 ~ 2012년 6월 17일)
- S JTBC 아침& HD (2024년 1월 2일 ~ 현재)
- DR SKY 캐슬 HD (2018년 11월 23일 ~ 2019년 2월 1일)
- I TV정보쇼 빅픽처 HD (2017년 11월 7일 ~ 2017년 12월 26일)
- ANI TV툰 데칼코마니 HD (2013년 11월 6일 ~ 2014년 1월 28일)

## 같이 보기
- 동양방송의 텔레비전 프로그램 목록
- 한국방송공사의 텔레비전 프로그램 목록
- 한국교육방송공사의 텔레비전 프로그램 목록
- 문화방송의 텔레비전 프로그램 목록
- SBS의 텔레비전 프로그램 목록
- OBS경인TV의 텔레비전 프로그램 목록
- KNN의 텔레비전 프로그램 목록
- tvN의 텔레비전 프로그램 목록
- OCN의 텔레비전 프로그램 목록
- 매일방송의 텔레비전 프로그램 목록
- TV조선의 텔레비전 프로그램 목록
- 채널A의 텔레비전 프로그램 목록
- JTBC2의 텔레비전 프로그램 목록